# Akademiska betyg
Betyg eller akademiska betyg är ett begrepp inom tidigare svensk examensordning, där universitetskurserna räknades i hela terminskurser. Varje sådan kurs gav ett 'betyg'. En filosofie kandidatexamen krävde sex betyg, vilket med dagens terminologi motsvarar 180 högskolepoäng.
Förhållande mellan olika system: 1 betyg = 20 poäng = 30 högskolepoäng = 30 ECTS-poäng
Inom juridisk fakultet kunde i grundutbildningen också betygen a (med utmärkt beröm godkänd) och A  (berömlig) erhållas om studenten tenterade för den högre betygsgraden. I den lägre betygsgraden erhölls liksom idag betygen B (godkänd), Ba (icke utan beröm godkänd) och AB (med beröm godkänd). Vid teologisk fakultet fanns tidigare betyget A i den högsta betygsgraden, betygen a och AB inom den högre betygsgraden där AB var normalbetyg vid en fullgod tentamen där det också prövades om den lägre betygsgraden var väl inhämtad. I den lägre betygsgraden fick studenten B eller Ba vid godkänd tentamen. Inom medicinsk fakultet gällde tidigare att betyget A kunde erhållas i den högre betygsgraden och de godkända betygen B, Ba, AB samt a i den lägre betygsgraden. Efter 1977 finns vid medicinsk fakultet endast betygen godkänt och underkänt.